# Campeonato Carioca de Futebol de 1991
O Campeonato Carioca de Futebol de 1991 foi a 94.ª edição da principal divisão do futebol no Rio de Janeiro, vencido pelo Flamengo, que havia sido vencedor da Taça Rio, e teve como vice-campeão o Fluminense, vencedor da Taça Guanabara. Na primeira partida da final as equipes empataram em 1 a 1, com gols de Paulo Nunes para o Flamengo e Ézio para o Fluminense. No segundo e decisivo confronto o Flamengo fez um placar de 4 a 2 e consolidou a conquista do Campeonato. Os gols foram de Uidemar, Gaúcho, Zinho e Júnior. Ézio fez ambos os gols do tricolor carioca. Esta vitória eliminou a necessidade da realização de um terceiro Fla-Flu decisivo.
A média de público foi de 5.778 torcedores pagantes por jogo.

## Classificação

### 1º Turno (Taça Guanabara)
O vencedor do 1º turno está classificado para a Fase Final.
| Classificação | Classificação        | Classificação | Classificação | Classificação | Classificação | Classificação | Classificação | Classificação | Classificação |
| Pos           | Time                 | PG            | J             | V             | E             | D             | GP            | GS            | SG            |
| ------------- | -------------------- | ------------- | ------------- | ------------- | ------------- | ------------- | ------------- | ------------- | ------------- |
| 1             | Fluminense           | 18            | 11            | 8             | 2             | 1             | 19            | 5             | +14           |
| 2             | Flamengo             | 17            | 11            | 7             | 3             | 1             | 20            | 12            | +8            |
| 3             | Botafogo             | 16            | 11            | 6             | 4             | 1             | 20            | 6             | +14           |
| 4             | Vasco da Gama        | 15            | 11            | 6             | 3             | 2             | 14            | 8             | +6            |
| 5             | Campo Grande         | 12            | 11            | 3             | 6             | 2             | 13            | 13            | 0             |
| 6             | Americano            | 10            | 11            | 2             | 6             | 3             | 9             | 11            | -2            |
| 7             | Bangu                | 9             | 11            | 1             | 7             | 3             | 6             | 9             | -3            |
| 8             | America              | 8             | 11            | 2             | 4             | 5             | 9             | 14            | -5            |
| 9             | Itaperuna            | 8             | 11            | 2             | 4             | 5             | 7             | 12            | -5            |
| 10            | América de Três Rios | 7             | 11            | 2             | 3             | 6             | 10            | 20            | -10           |
| 11            | Portuguesa           | 6             | 11            | 1             | 4             | 6             | 6             | 14            | -8            |
| 12            | Volta Redonda        | 6             | 11            | 1             | 4             | 6             | 10            | 19            | -9            |

### 2º Turno (Taça Rio de Janeiro)
O vencedor do 2º turno está classificado para a Fase Final.
| Classificação | Classificação        | Classificação | Classificação | Classificação | Classificação | Classificação | Classificação | Classificação | Classificação |
| Pos           | Time                 | PG            | J             | V             | E             | D             | GP            | GS            | SG            |
| ------------- | -------------------- | ------------- | ------------- | ------------- | ------------- | ------------- | ------------- | ------------- | ------------- |
| 1             | Flamengo             | 19            | 11            | 8             | 3             | 0             | 18            | 5             | +13           |
| 1             | Botafogo             | 19            | 11            | 8             | 3             | 0             | 31            | 15            | +16           |
| 3             | Vasco da Gama        | 16            | 11            | 7             | 2             | 2             | 29            | 9             | +20           |
| 4             | Fluminense           | 13            | 11            | 4             | 5             | 2             | 17            | 14            | +3            |
| 5             | Campo Grande         | 12            | 11            | 5             | 2             | 4             | 17            | 16            | +1            |
| 6             | America              | 12            | 11            | 4             | 4             | 3             | 14            | 11            | +3            |
| 7             | América de Três Rios | 9             | 11            | 2             | 5             | 4             | 5             | 10            | -5            |
| 8             | Americano            | 9             | 11            | 2             | 5             | 4             | 9             | 16            | -7            |
| 9             | Itaperuna            | 7             | 11            | 1             | 5             | 5             | 5             | 14            | -9            |
| 10            | Bangu                | 6             | 11            | 1             | 4             | 6             | 6             | 13            | -7            |
| 11            | São Cristóvão        | 5             | 11            | 2             | 1             | 8             | 9             | 22            | -13           |
| 12            | Goytacaz             | 5             | 11            | 2             | 1             | 8             | 7             | 22            | -15           |

#### Decisão do 2º Turno
11/12/1991 Flamengo 1-0 Botafogo

## Decisão do Título
Jogo 1
| 15 de dezembro de 1991 | Fluminense | 1 – 1 | Flamengo    | Estádio do Maracanã, Rio de Janeiro-RJ |
|                        | Ézio       |       | Paulo Nunes |                                        |

| Fluminense | Flamengo |

Jogo 2
| 19 de dezembro de 1991 | Flamengo                          | 4 – 2 | Fluminense | Estádio do Maracanã, Rio de Janeiro-RJ |
|                        | Uidemar · Gaúcho · Zinho · Júnior |       | Ézio       |                                        |

| Flamengo | Fluminense |